# Gurkowo (gmina)
Gurkowo (bułg.: Община Гурково)  − gmina w środkowej Bułgarii, w obwodzie Stara Zagora.

## Miejscowości
Miejscowości wchodzące w skład gminy Gurkowo:
- Brestowa (bułg.: Брестова),
- Dimowci (bułg.: Димовци),
- Dworiszte (bułg.: Дворище),
- Gurkowo (bułg.: Гурково) − siedziba gminy,
- Konare (bułg.: Конаре),
- Lawa reka (bułg.: Лява река),
- Paniczerewo (bułg.: Паничерево),
- Pczelinowo (bułg.: Пчелиново),
- Złatiryt (bułg.: Златирът),
- Żergowec (bułg.: Жерговец),
- Żyłtopop (bułg.: Жълтопоп).